# Eagle Mountain (Utah)
Eagle Mountain je město v okresu Utah County ve státě Utah ve Spojených státech amerických. K roku 2010 zde žilo 21 415 obyvatel. S celkovou rozlohou 108 km² byla hustota zalidnění 200 obyvatel na km².